# Pupa (манга)
pupa (яп. ピューパ пю:па) — манга в жанре ужасов, придуманная и нарисованная Саякой Моги.
Выпуск манги производился с 12 марта 2011 года по 12 декабря 2013, манга публиковалась в журнале Comic Earth Star, издательства Earth Star Entertainment. В январе 2014 года компания Studio DEEN объявила о работе над адаптацией в виде аниме-сериала вместе с режиссёром Томоми Мотидзуки. Сериал анонсировался на осень 2013 года, но по неизвестным причинам был перенесён на январь 2014. Первые восемь эпизодов были предварительно показаны в декабре 2013 года. До последнего момента не была известна длительность серий, перед премьерой стало известно, что в сериале будет 12 серий по 4 минут.

## Сюжет
Уцуцу Хасэгава и Юмэ Хасэгава — брат и сестра, жертвы домашнего насилия — отец часто избивал их мать, после чего переключался на них самих. Родители Уцуцу и Юмэ развелись. Их мать завела знакомство с молодым парнем. Юмэ чувствовала себя одинокой и ненужной. Видя это, Уцуцу поклялся оберегать сестру и заботиться о ней. Вследствие  детской травмы Уцуцу стал иметь тягу к насилию, что тщательно скрывал от Юмэ, так как она ненавидела жестокость. Один раз Юмэ, ожидая Уцуцу в парке, увидела красивых бабочек с красными крыльями. До этого странная женщина в шляпе — исследовательница Мария — предупреждала о том, что стоит опасаться красных бабочек. После этой встречи Юмэ превратилась в монстра, пожирающего людей. Она была заражена вирусом «Куколка». Обладатель этого вируса имеет способность к регенерации и необходимость питаться человеческим мясом. Юмэ съела своего брата, однако он также был заражён вирусом и регенерировал. Несмотря на совет Марии, Уцуцу не стал отказываться от сестры. Мария заключила с ним сделку; у неё было лекарство, временно подавляющее симптомы вируса, однако оно действовало только будучи смешанным с человеческими клетками. Уцуцу пришлось стать «едой» для сестры — он принимал это лекарство и позволял Юмэ питаться своим телом.

## Персонажи
Уцуцу Хасэгава (яп. 長谷川 現 Хасэгава Уцуцу) — старший брат Юмэ, обладает комплексом «младшей сестрички». Отличительной чертой Уцуцу является глубокий шрам возле левого глаза и заколка в виде четырёхлистного клевера. Помимо шрама в глаза бросаются мелкие ссадины и раны, покрывающие практически всё тело Уцуцу. Эти отметки оставил его отец, когда тушил сигары о тело сына. После заражения вирусом Уцуцу открывает новую способность для себя, быструю регенерацию, благодаря чему он может позволять своей сестре утолять голод своим телом и внутренностями. Несмотря на свою спокойную личность, Уцуцу из-за психического расстройства может становиться неуравновешенным садистом, как и его отец.
Сэйю: Нобунага Симадзаки, Мария Исэ (в детстве)
Юмэ Хасэгава (яп. 長谷川 夢 Хасэгава Юмэ) — младшая сестра Уцуцу, как и он — жертва вируса. Любит своего брата, всегда наблюдает за ним. Если Юмэ захочет есть, то из её тела выходит чудовище, словно красная бабочка, выходящая из своей куколки. Юмэ не может сопротивляться своему появившемуся желанию: съесть что-нибудь из плоти и крови, не исключая человека.
Сэйю: Ибуки Кидо
Мария (яп. マリア Мариа) / Ай Имари (яп. 伊万里 愛 Имари Ай)
Сэйю: Кёко Наруми
Сиро Онидзима (яп. 鬼島 四郎 Онидзима Сиро:)
Сэйю: Кодзи Юса
Сатико Хасэгава (яп. 長谷川 幸子 Хасэгава Сатико)
Сэйю: Мамико Ното
Хотоки (яп. 仏木 Хотоки)
Сэйю: Кэндзиро Цуда
Юхэй Арита (яп. 有田 雄平 Арита Ю:хэй)
Сэйю: Сиори Миками (в детстве)
Ю (яп. ユウ Ю:)